# Tumxuk
Tumxuk hay Tumushuke (tiếng Trung: 图木舒克; bính âm: Túmùshūkè, Hán Việt:  Đồ Mộc Thư Khắc; Uyghur: تۇمشۇق‎, ULY: Tumshuq, UPNY: Tumxuk̡? là một thành phố cấp huyện của khu tự trị Tân Cương, Trung Quốc. Thành phố không trực thuộc địa khu nào và nằm ở phía tây khu tự trị, được bao quanh bốn phía bởi địa khu Kashgar.

### Trấn
- Kim Đôn (金墩镇)
- Cái mễ Lý Khắc (盖米里克镇)
- Kỳ Cái Mạch Đán (其盖麦旦镇)
- Đồ Môn Thư Khắc (图木舒克镇)
- Bì Cáp Khắc Tùng Địa (皮恰克松地镇)